# Franska Guinea
Ej att förväxla med Franska Guyana.
Franska Guinea (franska: Guinée française) var en fransk besittning i Västafrika. Dess gränser, som ändrades med åren, blev 1958 den självständiga staten Guinea.
Franska Guinea skapades 1891, med samma gränser som tidigare franska besittningen Rivières du Sud (1882–1891). Fram till 1882 var ingick kuststräckorna i Senegal. 
1958 skapades den självsändiga staten Guinea, då man sade nej till Charles de Gaulles franska konstitution från samma år. Vid tiden var Franska Guinea enda franska besittning att motsätta sig ny konstitution. Franskan behölls dock som officiellt språk.
1891 hamnade Rivières du Sud under en kolonial guvernörslöjtnant i Dakar, som hade makt över de franska kustregionerna öster om Porto-Novo (i det som senare kom att bli Benin). 1894 skildes Rivières du Sud, Côte d'Ivoire och Dahomey åt, och Rivières du Sud bytte namn till Kolonin Franska Guinea. 1895 blev Franska Guineas guvernör en guvernörslöjtnant åt generalguvernören i Dakar. 1904 uppgick området i Franska västafrika.  Franska Guinea styrdes, tillsammans med Senegal, Dahomey, Elfenbenskusten och Övre Senegal och Niger av en guvernörslöjtnant, som lydde under generalguvernören i Dakar.